# Marathon van Amsterdam 2013

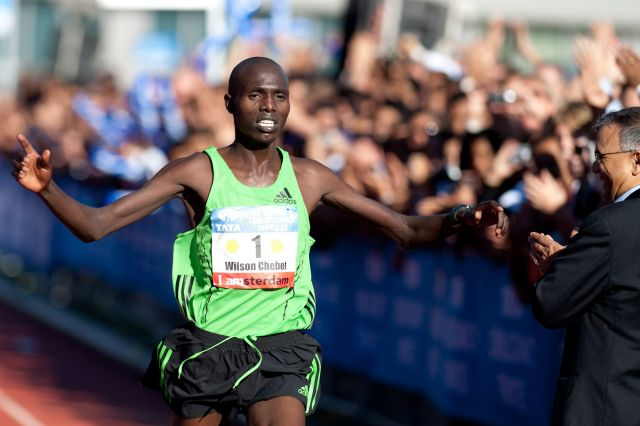
Wilson Chebet, winnaar van de marathon in 2013

De marathon van Amsterdam 2013 vond plaats op zondag 20 oktober 2013 in Amsterdam, onder de naam TCS Amsterdam Marathon. Het was de 38e editie van deze marathon.
Net als de twee jaren ervoor was Wilson Chebet opnieuw de snelste op de marathon. De 28-jarige Keniaan verbeterde zijn eigen parcoursrecord met vijf seconden tot 2:05.36. De kopgroep van de wedstrijd bestond uit circa acht lopers. Deze bleven samen tot 33 km, waarna Bernard Koech uit Kenia een versnelling plaatste, waar Chebet aanvankelijk geen antwoord op had. Deze herpakte zich echter en kon vier kilometer voor de finish een beslissende versnelling plaatsen. Koech werd uiteindelijk ook nog ingehaald door de Ethiopiër Birhanu Girma, die tweede werd in 2:06.06. Snelste Nederlander was Ronald Schröer met een finishtijd van 2:16.18. Hij werd hiermee achttiende, bleef Hugo van den Broek voor en behaalde hiermee de teamlimiet voor de EK in Zürich. Zijn landgenoot Michel Butter was dit jaar niet van de partij wegens blessures. Koen Raymaekers moest halverwege de wedstrijd wegens een kuitblessure uitstappen.
Bij de vrouwen werd de wedstrijd gewonnen door Chebets landgenote Valentine Kipketer. Zij had 2:23.02 nodig voor de wedstrijd. Daarmee bleef ze bijna twee minuten boven het parcoursrecord van Meseret Hailu. De Amerikaanse Serena Burla werd tweede op vijf minuten achterstand. De Nederlandse Miranda Boonstra kwalificeerde zich ook voor Zürich, maar beleefde een zware wedstrijd
Het parcours van de marathon ging ditmaal onder de spraakmakende fietstunnel van het Rijksmuseum door. Simone Richardson, directeur van Le Champion, meldde hierover: "Jarenlang hebben we ons ingezet om sport, kunst en cultuur in Amsterdam dichter bij elkaar te brengen. Het is geweldig dat we in het feestjaar van Amsterdam 2013 deze wens kunnen realiseren. De lopers hebben het voorrecht om letterlijk onder een van meest prestigieuze musea ter wereld te lopen: het Rijksmuseum. We zijn erg trots op deze samenwerking."
Naast de marathon kende het evenement ook een halve marathon en een wedstrijd over 8 km. In totaal namen bijna 30.000 lopers deel aan het evenement, waarvan meer dan 40% uit het buitenland. Het aantal deelnemers op de marathon was 11.500. Hiermee is het evenement het grootste internationale sportevenement van Nederland.
De Amsterdam Marathon kreeg dit jaar van de IAAF het predicaat IAAF Gold Label Road Race toegekend. Hiermee behoort het evenement tot de grootste hardloopevenementen ter wereld.

## Marathon

### Mannen
| rang   | naam               | land | tijd    |
| ------ | ------------------ | ---- | ------- |
| Goud   | Wilson Chebet      | KEN  | 2:05.36 |
| Zilver | Birhanu Girma      | ETH  | 2:06.06 |
| Brons  | Bernard Koech      | KEN  | 2:06.29 |
| 4      | Abdullah Dawit     | ETH  | 2:08.02 |
| 5      | Yekeber Bayabel    | ETH  | 2:09.39 |
| 6      | Gilbert Yegon      | KEN  | 2:09.49 |
| 7      | Franklin Chepkwony | KEN  | 2:09.53 |
| 8      | Dickson Chumba     | KEN  | 2:10.15 |
| 9      | Mulue Andom        | ERI  | 2:11.03 |
| 10     | Luka Kanda         | KEN  | 2:11.24 |
| 11     | Shengo Kebede      | ETH  | 2:11.35 |
| 12     | Abrha Gebretsadik  | ETH  | 2:11.58 |
| 13     | Vincent Yator      | KEN  | 2:13.04 |
| 14     | Dereje Tesfaye     | ETH  | 2:14.07 |
| 15     | Charles Cheruiyot  | KEN  | 2:14.33 |
| 16     | Boaz Kipyego       | KEN  | 2:15.21 |
| 17     | Dese Endris        | ETH  | 2:16.28 |
| 18     | Ronald Schröer     | NED  | 2:16.28 |
| 19     | James Emuria       | KEN  | 2:17.39 |
| 20     | Mikhail Kulhov     | RUS  | 2:18.01 |

### Vrouwen
| rang   | naam               | land | tijd    |
| ------ | ------------------ | ---- | ------- |
| Goud   | Valentine Kipketer | KEN  | 2:23.02 |
| Zilver | Serena Burla       | USA  | 2:28.01 |
| Brons  | Alice Timbilil     | KEN  | 2:28.36 |
| 4      | Eyerusalem Kuma    | ETH  | 2:31.30 |
| 5      | Isabella Ochichi   | KEN  | 2:31.38 |
| 6      | Miranda Boonstra   | NED  | 2:31.49 |
| 7      | Mestawet Tufa      | ETH  | 2:34.10 |
| 8      | Emma Stepto        | GBR  | 2:35.05 |
| 9      | Nicola Duncan      | GBR  | 2:36.51 |
| 10     | Mona Stockhecke    | GER  | 2:38.30 |

## Halve marathon

### Mannen
| rang   | naam              | land | tijd    |
| ------ | ----------------- | ---- | ------- |
| Goud   | Daan van den Ende | NED  | 1:10.11 |
| Zilver | Nicolas Montador  | FRA  | 1:10.20 |
| Brons  | Niklas Wihlman    | FIN  | 1:10.29 |

### Vrouwen
| rang   | naam                 | land | tijd    |
| ------ | -------------------- | ---- | ------- |
| Goud   | Anna Holm Baumeister | DEN  | 1:18.22 |
| Zilver | Ingrid Klaassen      | NED  | 1:20.09 |
| Brons  | Valérie Lenoir       | FRA  | 1:20.25 |

## 8 km

### Mannen
| rang   | naam          | land | tijd  |
| ------ | ------------- | ---- | ----- |
| Goud   | David Buglass | NED  | 26.29 |
| Zilver | Aart Stigter  | NED  | 26.37 |
| Brons  | Luuk Wagenaar | NED  | 26.48 |

### Vrouwen
| rang   | naam                            | land | tijd  |
| ------ | ------------------------------- | ---- | ----- |
| Goud   | Sandra Boitz                    | GER  | 30.11 |
| Zilver | Mayer Juliane                   | GER  | 30.25 |
| Brons  | Indre Barkute Saldarriaga Isaza | NED  | 32.14 |

1975 ·
1976 ·
1977 ·
1978 ·
1979 ·
1980 ·
1981 ·
1982 ·
1983 ·
1984 ·
1985 ·
1986 ·
1987 ·
1988 ·
1989 ·
1990 ·
1991 ·
1992 ·
1993 ·
1994 ·
1995 ·
1996 ·
1997 ·
1998 ·
1999 ·
2000 ·
2001 ·
2002 ·
2003 ·
2004 ·
2005 ·
2006 ·
2007 ·
2008 ·
2009 ·
2010 ·
2011 ·
2012 ·
2013 ·
2014 ·
2015 ·
2016 ·
2017 ·
2018 ·
2019 ·
2020 ·
2021 ·
2022 ·
2023 ·
2024 ·
2025